# Алландюи-э-Соссёй
Алландюи́-э-Соссёй (фр. Alland'Huy-et-Sausseuil) — коммуна во Франции, находится в регионе Шампань — Арденны. Департамент коммуны — Арденны. Входит в состав кантона Аттиньи. Округ коммуны — Вузье.
Код INSEE коммуны — 08006.
Коммуна расположена приблизительно в 180 км к северо-востоку от Парижа, в 65 км севернее Шалон-ан-Шампани, в 31 км к югу от Шарлевиль-Мезьера.

## Население
Население коммуны на 2008 год составляло 241 человек.
| 1962 | 1968 | 1975 | 1982 | 1990 | 1999 | 2008 |
| ---- | ---- | ---- | ---- | ---- | ---- | ---- |
| 280  | 303  | 265  | 242  | 217  | 215  | 241  |

## Экономика
В 2007 году среди 141 человека в трудоспособном возрасте (15—64 лет) 106 были экономически активными, 35 — неактивными (показатель активности — 75,2 %, в 1999 году было 65,3 %). Из 106 активных работали 95 человек (55 мужчин и 40 женщин), безработных было 11 (4 мужчины и 7 женщин). Среди 35 неактивных 8 человек были учениками или студентами, 9 — пенсионерами, 18 были неактивными по другим причинам.

## Достопримечательности
- Церковь Св. Екатерины (XII век). Исторический памятник с 1986 года.[3]

## Фотогалерея

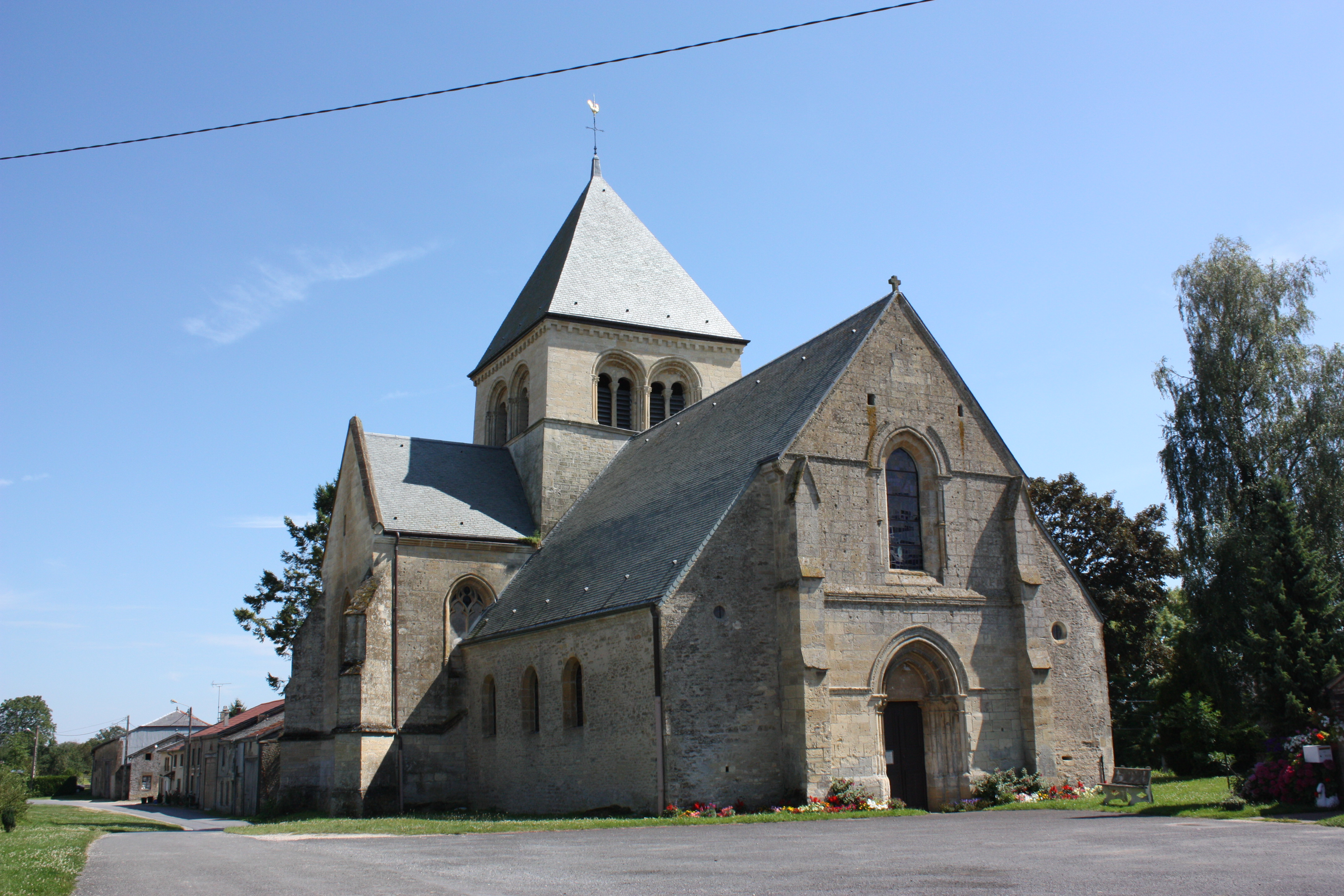
Церковь Св. Екатерины
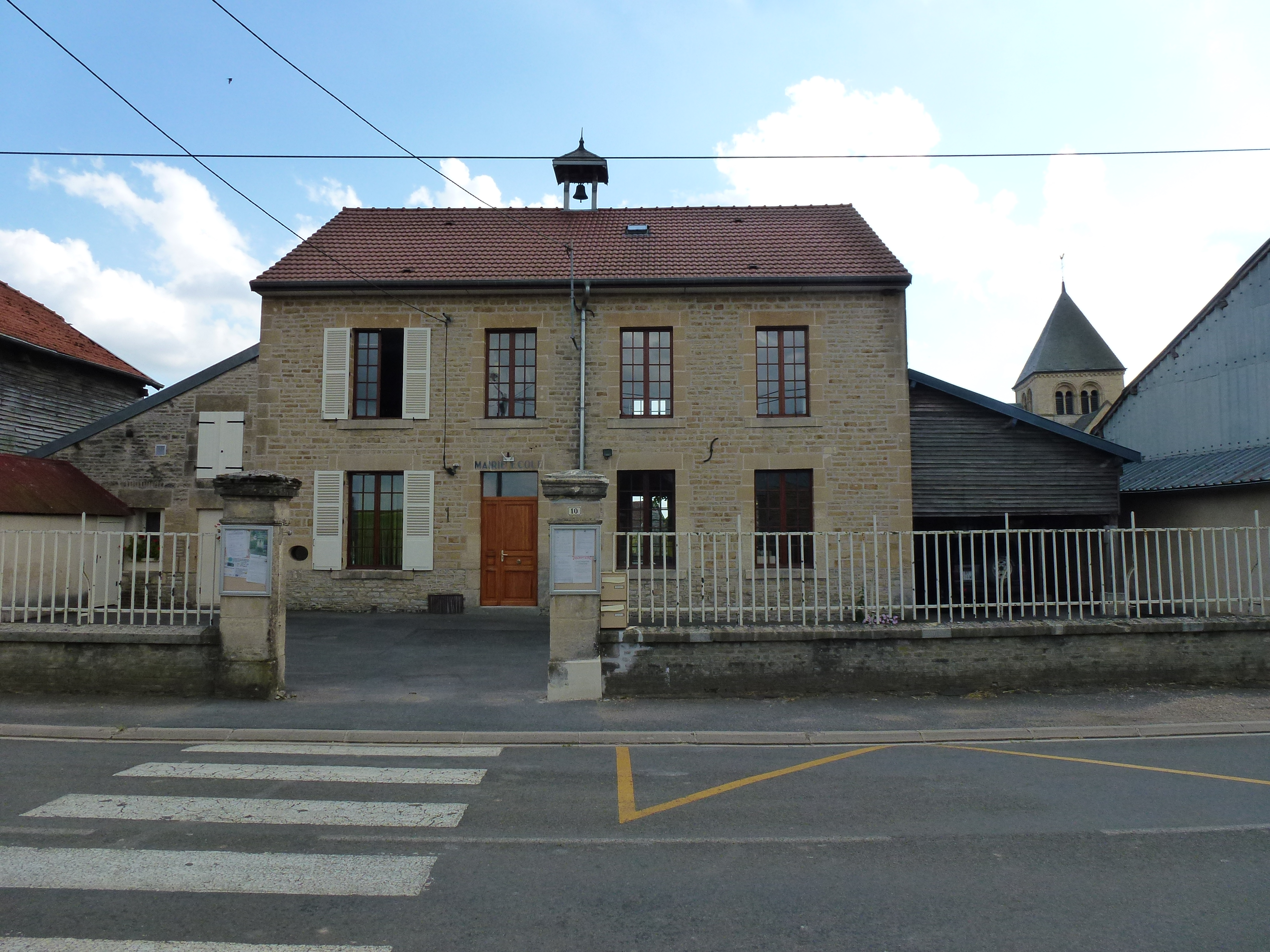
Мэрия
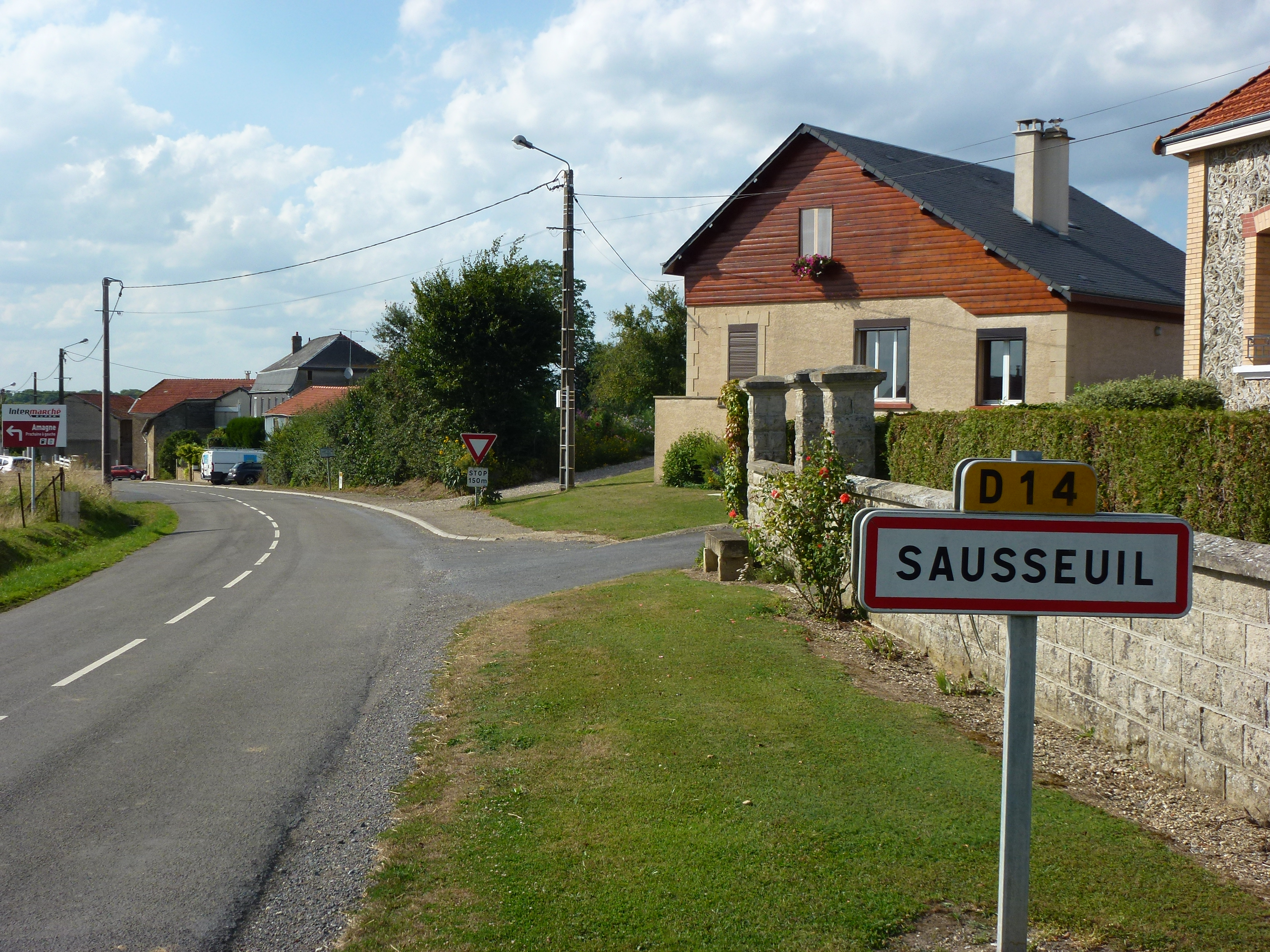
Алландюи-э-Соссёй
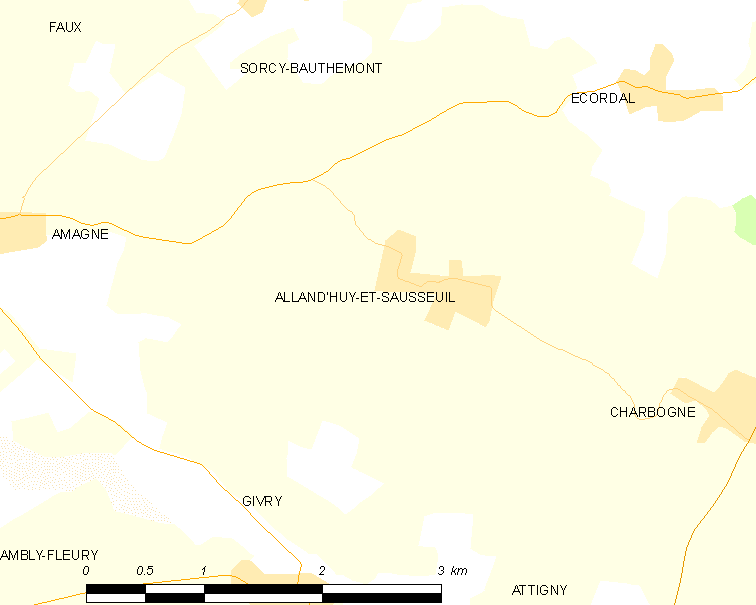
Карта коммуны